# María Fux
María Fux (Buenos Aires,  2 de janeiro de 1922  – 31 de julho de 2023) foi uma dançarina, coreógrafa e dançaterapeuta Argentina. É reconhecida como uma desenvolvedor de um sistema próprio de terapia da dança na Argentina.
Tem escolas de dança na Argentina e na Europa, onde são treinados fisioterapeutas, terapeutas ocupacionais, fonoaudiólogos, médicos, professores de dança e ginástica, psicoterapeutas, psicólogos, professores trabalhando com diferentes tipos de deficiências, e os professores que trabalham com alunos especiais surdos, com com síndrome de Down, espásticos, pessoas com dificuldades de isolamento ou solidão, com deficiências, gerontologistas, idosos e cegos .
É permanentemente convidada a instituições, conferências e seminários para testemunhar a sua experiência na integração de questões relacionadas com surdez, síndrome de down, espástica, autísmo, terceira idade e várias deficiências